# Saint-Florent-sur-Cher
Saint-Florent-sur-Cher település Franciaországban, Cher megyében. Lakosainak száma 6416 fő (2022. január 1.). Saint-Florent-sur-Cher Civray, Lunery, Morthomiers, Saint-Caprais, Le Subdray és Villeneuve-sur-Cher községekkel határos.

## Népesség
A település népessége az elmúlt években az alábbi módon változott:
| Lakosok száma | 6408 | 7611 | 6900 | 6756 | 6605 | 6671 | 6537 | 6457 | 6432 | 6416 |
|               | 1968 | 1982 | 1999 | 2006 | 2011 | 2015 | 2017 | 2018 | 2020 | 2022 |